# ABU Robocon 2008
Robocon Pune 2008 là lần tổ chức thứ 7 của cuộc thi sáng tạo robot quốc tế ABU Robocon được tổ chức hàng năm bởi Hiệp hội Phát thanh truyền hình châu Á - Thái Bình Dương (ABU), với vòng chung kết được tổ chức tại Pune, Ấn Độ. Cuộc thi năm 2008 mang chủ đề Touch the sky (tạm dịch: Vươn tới bầu trời).

## Luật thi
Luật chơi của cuộc thi được xây dựng dưa trên trò chơi lấy bơ của trẻ em Ấn Độ. Các em đứng lên vai nhau tạo thành hình kim tự tháp để với lấy bơ ở trên cao.
Sân thi đấu có kích thước 14m x 13,5m với 4 khu vực. Khu bên ngoài màu xanh lơ dành cho robot bằng tay và bên trong màu xanh lục cho robot tự động.
Có các tòa tháp đặt trong khu robot tự động và 1 bình sữa và quả cầu trên đỉnh tháp. Một tháp cao ở giữa với một khối bơ vàng tượng trưng cho mật ngọt. Có 4 hình chữ nhật bên sườn robot tự động gọi là giỏ, màu đỏ cho đội đỏ, xanh cho đội xanh. Các bình và phô mai sẽ được thả vào giỏ.
Có 2 robot bằng tay đứng ở hai phía đối diện và 2 vùng xuất phát cho robot tự động của 2 đội. Có 1 khu chung với kích thước 2000 mm x 1500mm cho mỗi đội. Hai đội tham gia thi đấu điều khiển các robot bằng tay và robot tự động để tìm cách lấy các khối bơ hình lập phương đặt trong chậu ở trên cao. Các robot khác lấy các bình đất chứa các viên phô mai được mang bởi các cô bé. Điểm được tính khi khối bơ được lấy ra khỏi các chậu và khi bình và/hoặc phô mai được mang về rổ.
Đội nào nhấc được cả ba khối bơ trực tiếp từ các chậu và giữ chúng trên không sẽ được tuyên bố thắng trận (chiến thắng tuyệt đối - "Govinda") và trận đấu kết thúc tại đó. Nếu không, đội nào ghi được nhiều điểm hơn trong thời gian 3 phút sẽ là đội chiến thắng.

## Các đội tham gia
Cuộc thi Robocon Pune 2008 bao gồm 17 đội đến từ 16 quốc gia và vùng lãnh thổ.
| STT | Quốc gia   | Trường đại học đại diện                        | Đài truyền hình                             |
| --- | ---------- | ---------------------------------------------- | ------------------------------------------- |
| 1   | Bangladesh | Đại học Cơ khí và Công nghệ Bangladesh         | Đài truyền hình Bangladesh                  |
| 2   | Trung Quốc | Đại học Giao thông Tây An                      | Đài truyền hình Trung ương Trung Quốc       |
| 3   | Ai Cập     | Học viện Công nghệ cao Số 10 Thành phố Ramadan | Hiệp hội truyền hình phát thanh Ai Cập      |
| 4   | Fiji       | Đại học Nam Thái Bình Dương                    | Công ty TNHH truyền hình Fiji               |
| 5   | Hồng Kông  | Đại học Khoa học Công nghệ                     | Đài phát thanh truyền hình Hồng Kông        |
| 6   | Ấn Độ 1    | Đại học Nirma                                  | Doordarshan                                 |
| 7   | Ấn Độ 2    | Học viện Công nghệ Maharashtra                 | Doordarshan                                 |
| 8   | Indonesia  | Học viện Bách khoa Kỹ thuật Điện tử Surabaya   | Televisi Republik Indonesia                 |
| 9   | Nhật Bản   | Đại học Công nghệ Toyohashi                    | Tập đoàn truyền thông Nhật Bản (NHK)        |
| 10  | Hàn Quốc   | Đại học Công nghệ và Giáo dục Hàn Quốc         | Hệ thống truyền thông Hàn Quốc              |
| 11  | Ma Cao     | Đại học Ma Cao                                 | Teledifusao de Macau, S.A.                  |
| 12  | Malaysia   | Đại học Đa truyền thông                        | Đài phát thanh truyền hình Malaysia         |
| 13  | Mông Cổ    | Đại học Quốc gia Mông Cổ                       | Đài phát thanh truyền hình Cộng hòa Mông Cổ |
| 14  | Nepal      | Đại học Tribhuvan IOE                          | Đài truyền hình Nepal                       |
| 15  | Sri Lanka  | Đại học Peradeniya                             | Công ty TNHH Mạng truyền hình Độc lập       |
| 16  | Thái Lan   | Cao đẳng Kỹ thuật Sakonnakhon                  | Công ty TNHH Công cộng MCOT                 |
| 17  | Việt Nam   | Đại học Công nghiệp Hà Nội                     | Đài truyền hình Việt Nam                    |

## Các bảng đấu
| Bảng A    | Bảng B   | Bảng C   | Bảng D    | Bảng E   | Bảng F     |
| --------- | -------- | -------- | --------- | -------- | ---------- |
| Hồng Kông | Fiji     | Nepal    | Indonesia | Ma Cao   | Trung Quốc |
| Ai Cập    | Mông Cổ  | Ấn Độ 2  | Hàn Quốc  | Ấn Độ 1  | Bangladesh |
| Nhật Bản  | Malaysia | Việt Nam | Sri Lanka | Thái Lan |            |

## Vòng bảng
|  | Đội tuyển đi tiếp vào vòng trong |

### Bảng A
| Đội tuyển | số trận | thắng | thua | điểm |
| --------- | ------- | ----- | ---- | ---- |
| Hồng Kông | 2       | 0     | 2    | 24   |
| Ai Cập    | 2       | 2     | 0    | 57   |
| Nhật Bản  | 2       | 1     | 1    | 55   |

|  | v |  |
|  | - |  |
|  |   |  |

|  | v |  |
|  | - |  |
|  |   |  |

|  | v |  |
|  | - |  |
|  |   |  |

### Bảng B
| Đội tuyển | số trận | thắng | thua | điểm |
| --------- | ------- | ----- | ---- | ---- |
| Fiji      | 2       | 0     | 2    | 15   |
| Mông Cổ   | 2       | 2     | 0    | 70   |
| Malaysia  | 2       | 1     | 1    | 49   |

|  | v |  |
|  | - |  |
|  |   |  |

|  | v |  |
|  | - |  |
|  |   |  |

|  | v |  |
|  | - |  |
|  |   |  |

### Bảng C
| Đội tuyển | số trận | thắng | thua | điểm |
| --------- | ------- | ----- | ---- | ---- |
| Nepal     | 2       | 1     | 1    | 33   |
| Ấn Độ 2   | 2       | 0     | 2    | 12   |
| Việt Nam  | 2       | 2     | 0    | 52   |

|  | v |  |
|  | - |  |
|  |   |  |

|  | v |  |
|  | - |  |
|  |   |  |

|  | v |  |
|  | - |  |
|  |   |  |

### Bảng D
| Đội tuyển | số trận | thắng | thua | điểm |
| --------- | ------- | ----- | ---- | ---- |
| Indonesia | 2       | 2     | 0    | 82   |
| Hàn Quốc  | 2       | 1     | 1    | 22   |
| Sri Lanka | 2       | 0     | 2    | 9    |

|  | v |  |
|  | - |  |
|  |   |  |

|  | v |  |
|  | - |  |
|  |   |  |

|  | v |  |
|  | - |  |
|  |   |  |

### Bảng E
| Đội tuyển | số trận | thắng | thua | điểm |
| --------- | ------- | ----- | ---- | ---- |
| Ma Cao    | 2       | 0     | 2    | 15   |
| Ấn Độ 1   | 2       | 1     | 1    | 40   |
| Thái Lan  | 2       | 2     | 0    | 57   |

|  | v |  |
|  | - |  |
|  |   |  |

|  | v |  |
|  | - |  |
|  |   |  |

|  | v |  |
|  | - |  |
|  |   |  |

### Bảng F
| Đội tuyển  | số trận | thắng | thua | điểm |
| ---------- | ------- | ----- | ---- | ---- |
| Trung Quốc | 2       | 2     | 0    | 81   |
| Bangladesh | 2       | 0     | 2    | 6    |

|  | v |  |
|  | - |  |
|  |   |  |

|  | v |  |
|  | - |  |
|  |   |  |

## Vòng đấu loại trực tiếp
|  | Tứ kết     | Tứ kết     |            |    | Bán kết | Bán kết |  |  | Chung kết | Chung kết |
|  |            |            |            |    |         |         |  |  |           |           |
|  |            |            |            |    |         |         |  |  |           |           |
|  |            |            |            |    |         |         |  |  |           |           |
|  | Ai Cập     | 30         |            |    |         |         |  |  |           |           |
|  | Ai Cập     | 30         |            |    |         |         |  |  |           |           |
|  | Mông Cổ    | 18         |            |    |         |         |  |  |           |           |
|  | Mông Cổ    | 18         | Ai Cập     | 30 |         |         |  |  |           |           |
|  |            |            | Ai Cập     | 30 |         |         |  |  |           |           |
|  |            |            | Nhật Bản   | 16 |         |         |  |  |           |           |
|  | Thái Lan   | 16         | Nhật Bản   | 16 |         |         |  |  |           |           |
|  | Thái Lan   | 16         |            |    |         |         |  |  |           |           |
|  | Nhật Bản   | 31         |            |    |         |         |  |  |           |           |
|  | Nhật Bản   | 31         | Ai Cập     | 21 |         |         |  |  |           |           |
|  |            |            | Ai Cập     | 21 |         |         |  |  |           |           |
|  |            | Trung Quốc | 22         |    |         |         |  |  |           |           |
|  | Việt Nam   | Trung Quốc | 22         | 8  |         |         |  |  |           |           |
|  | Việt Nam   |            |            | 8  |         |         |  |  |           |           |
|  | Indonesia  | 27         |            |    |         |         |  |  |           |           |
|  | Indonesia  | 27         | Indonesia  | 9  |         |         |  |  |           |           |
|  |            |            | Indonesia  | 9  |         |         |  |  |           |           |
|  |            |            | Trung Quốc | 24 |         |         |  |  |           |           |
|  | Trung Quốc | 33         | Trung Quốc | 24 |         |         |  |  |           |           |
|  | Trung Quốc | 33         |            |    |         |         |  |  |           |           |
|  | Ấn Độ 1    | 7          |            |    |         |         |  |  |           |           |
|  | Ấn Độ 1    | 7          |            |    |         |         |  |  |           |           |
|  |            |            |            |    |         |         |  |  |           |           |

## Kết quả
| Vô địch Robocon Pune 2008 Inspire Robot Team Đại học Giao thông Tây An - Trung Quốc Lần thứ hai |

- Giải nhì: Ai Cập
- Giải ba: Nhật Bản và Indonesia